# Luis Gini
Luis Arnulfo Gini (1935. október 31. –) paraguayi labdarúgóhátvéd.

## Pályafutása

### A válogatottban
A paraguayi válogatott tagjaként részt vett az 1958-as labdarúgó-világbajnokságon.
Tagja volt a nemzeti együttes keretének az 1959-es Copa Americán Argentínában, ahol öt mérkőzésen lépett pályára.  Az első, a Chile elleni mérkőzés egyben az első válogatottsága is volt a paraguayi csapatban.
Nyolcadik és egyben utolsó válogatottságán az 1962-es világbajnokság selejtezőjének konföderációs rájátszásának második mérkőzésén lépett pályára Mexikó ellen.